# 立山黒部貫光
立山黒部貫光株式会社（たてやまくろべかんこう、英: TATEYAMA KUROBE KANKO CO.,LTD.）は、富山県富山市に本社を置き、立山黒部アルペンルートのうち、富山県の黒部湖駅から立山駅までのケーブルカー、ロープウェイ、およびバス（立山高原バス、称名滝探勝バスなど）を運行している事業者。TKKの公式略称がある。

## 概要
1964年（昭和39年）、富山県、立山開発鉄道、北陸電力、関西電力などの出資により設立された。富山県や富山市が出資しているものの「第三セクター」扱いされない民間企業である。立山黒部貫光、立山貫光ターミナル、立山黒部サービスのいわゆる立山3社の窓口的な役割も果たしている。
2005年（平成17年）10月1日に立山高原バスなどを運行していた立山開発鉄道を吸収合併した。
社名の「貫光」は、初代社長である佐伯宗義の命名によるもので、「貫」は時間、「光」は宇宙空間を意味するとともに、立山連峰を「貫く」という意味を持たせた造語であるが、しばしば同音の「観光」と誤記されることがある。

## 歴史

### 立山開発鉄道
- 1952年（昭和27年）4月1日：立山開発鉄道設立[4][6]。
- 1954年（昭和29年）
  - 4月1日：富山地方鉄道から小見駅（現・有峰口駅） - 粟巣野駅間の鉄道線を譲り受ける。
  - 8月1日：粟巣野駅 - 千寿ヶ原駅（現・立山駅）間の鉄道線開業。
  - 8月13日：鋼索線（立山ケーブルカー）開業[4][7]。
- 1955年（昭和30年）7月1日：立山高原バス運行開始（当初は美女平 - 弘法間）[6]。
- 1962年（昭和37年）4月1日：小見駅 - 千寿ヶ原駅（立山駅）間の鉄道線を富山地方鉄道に譲渡。
- 1964年（昭和39年）6月20日：立山高原バスが美女平 - 室堂間の直通運行開始[6]。
- 2005年（平成17年）10月1日：立山黒部貫光に合併[4]。

### 立山黒部貫光
- 1964年（昭和39年）12月25日：立山黒部貫光設立[1][4][8]。
- 1969年（昭和44年）7月20日：鋼索線（黒部ケーブルカー）開業[1][4]。
- 1970年（昭和45年）7月25日：立山ロープウェイ開業[1][4]。
- 1971年（昭和46年）
  - 4月25日：立山トンネルバス運行開始[1]。
  - 6月1日：立山黒部アルペンルートが全線開通[9][10]。
- 1979年（昭和54年）10月1日：立山黒部有峰開発を合併[4]。
- 1996年（平成8年）4月23日：立山トンネルバスをトロリーバス化して無軌条電車線開業[4][11]。
- 2005年（平成17年）10月1日：立山開発鉄道を合併[4]。
- 2021年（令和3年）4月15日：ケーブルカーとバスの運賃の値上げを実施[12][13]。
- 2023年 (令和5年) 5月31日：無軌条電車線のトロリーバスを廃止し、2025年以降に電気バスを運行させることを検討していると発表[14]。
- 2024年（令和6年）12月1日：無軌条電車線廃止[15][16]。
- 2025年（令和7年）
  - 4月15日：立山トンネル電気バス運行開始[17]。
  - 5月30日：立山 - 美女平間新ロープウェイ計画断念[18][19]。

## 鉄道・索道事業
- 鋼索線（立山ケーブルカー）
- 無軌条電車線（立山トンネルトロリーバス） - 2024年廃止
- 立山ロープウェイ
- 鋼索線（黒部ケーブルカー）

立山ケーブルカーと黒部ケーブルカーは、ともに正式名称は「鋼索線」である。元々、立山ケーブルカーは立山開発鉄道が運営していたが、2005年の合併で立山黒部貫光の路線になったという経緯から、立山黒部貫光には異なる2つの「鋼索線」が共存している。
無軌条電車線（立山トンネルトロリーバス）は2024年12月1日に廃止された（同年11月30日に最終運行）。2025年4月15日以降は無軌条電車線が運行していた区間を電気バスで運行している。

## バス事業
- 立山トンネル電気バス（室堂ターミナル - 大観峰駅）
- 立山高原バス（美女平 - 室堂）
- 称名滝線（立山駅 - 称名滝）
通称「称名滝探勝バス」。冬季運休。途中には桂台バス停が設置されている。かつては藤橋・悪城の壁の各バス停があったが、2021年時点では廃止されている。
- 極楽坂線（立山駅 - 極楽坂）
通称「立山山麓スキー場線」。冬季のスキー場営業日のみ運行する。
- 立山 - 室堂直通バス（立山駅 - 室堂）

### 車両
立山高原バスの車両は旧立山開発鉄道時代から伝統的に日野自動車製に統一されている。ただし、ディーゼルバス時代は純正の日野車体製ボディを採用せず長年富士重工業製ボディで導入していた。1998年以降は環境保護目的にセレガ・ハイブリッド（ボディは日野車体→ジェイ・バス製）への置き換えを実施した。
カラーリングは、旧色はアイボリーの車体に濃紺のラインを入れたデザインであったが、2012年のセレガ・ハイブリッドのフルモデルチェンジを機にデザインを一新。白色をベースに、青色のラインが入ったデザインを採用しているが、ハイブリッドバスでは細部が異なる。